# Niezwyciężony (film 2008)
Niezwyciężony (ros. Непобедимый) – rosyjski film sensacyjny z 2008 roku w reżyserii Olega Pogodina.

## Opis fabuły
Agent rosyjskich służb, Jegor Kriemniow, brał udział w najbardziej ryzykownych misjach. Podczas jednej z nich popełnił błąd, który kosztował życie wszystkich jego towarzyszy. Potem został zdegradowany. Dostaje jednak szansę rehabilitacji. Musi odbić z rąk porywaczy sekretarza pewnego oligarchy.

## Obsada
- Władimir Jepifancew jako Jegor Kriemniow
- Jurij Solomin jako Rokotow
- Władimir Stekłow jako Liamin
- Siergiej Weksler jako Ukołow
- Kit Mallet jako Raul
- Władimir Turczyński jako Sołodow
- Olga Fadiejewa jako Nadieżda Orłowa

i inni